# جون ووكر سميث
جون ووكر سميث هو طبيب أمراض معدة وأمعاء معروف لعمله في طب الأطفال. من 1985 حتى تقاعده في عام 2001، كان أستاذ أمراض الجهاز الهضمي لدى الأطفال في جامعة لندن، وأيضًا خدم سابقا كرئيس تحرير للقوات المسلحة في مجلة طب الأطفال أمراض الجهاز الهضمي والتغذية.